# Club Natació Sabadell
Club Natació Sabadell é um clube de natação e polo aquático espanhol da cidade de Sabadell. atualmente na Divisão de Honra. É um dos clubes mais vitoriosos do polo aquático europeu feminino.

## História
O Club Natació Sabadell foi fundado em 1916.

## Títulos
- LEN Euro League
  - 2011, 2013, 2014, 2016, 2019, 2023
- LEN Super Cup
  - 2013, 2014, 2016, 2023
- Liga Espanhola
  - 2000, 2001, 2002, 2004, 2005, 2007, 2008, 2009, 2011, 2012, 2013, 2014, 2015, 2016, 2017, 2018, 2019, 2021, 2022, 2023
- Copa da Rainha
  - 2001, 2002, 2004, 2005, 2008, 2009, 2010, 2011, 2012, 2013, 2014, 2015, 2017, 2018, 2019, 2020, 2021, 2023
- Supercopa
  - 2009, 2010, 2011, 2012, 2013, 2014, 2015, 2016, 2017, 2018, 2020, 2023

## Departamento masculino
- LEN Euro Cup
  - 2022
- Copa do Rei
  - 1998, 2005, 2012
- Supercopa Espanhola
  - 2002, 2005, 2012, 2020